# Fairly Odd Parents
Fairly Odd Parents är en Emmy Award-vinnande amerikansk-kanadensisk animerad TV-serie. Serien skapades av Butch Hartman för barnkanalen Nickelodeon. och handlingen kretsar kring en pojke som har två goda feföräldrar och deras äventyr. Serien har sitt ursprung i en kortfilmserie som visades mellan 4 september 1998 och 23 mars 2001 i programmet Oh Yeah! Cartoons på amerikanska Nickelodon. Det förekommer ofta referenser till amerikansk populärkultur som filmer och TV-serier.

## Handling
Serien handlar om en tioårig pojke som heter Timmy Turner. Han trivs inte med livet, men när det blir som värst dyker två feer upp - hans "goda fe-föräldrar", Cosmo och Wanda. De har som uppgift att göra Timmy glad och uppfylla hans önskningar.

## Rollfigurer i urval
- Timmy Turner - En tioårig pojke med rosa tröja, keps och utstående framtänder, som har en obegränsad fantasi som han använder för att få önskningar av sina fe-gudföräldrar.
- Cosmo och Wanda - Timmys fe-gudföräldrar, Cosmo har en grön frisyr, bär vit skjorta med svart slips och är inte så smart. Wanda har en rosa frisyr och bär en gul t-shirt, hon är smartare och förnuftigare än Cosmo. Och tjatig.
- Poof - Cosmo och Wandas barn.
- Herr och Fru Turner (Mr. and Mrs. Turner) - Timmys föräldrar, brukar kallas för Timmys mamma och Timmys pappa, båda är trevliga men bekymrar sig mer om sig själva än sonen.
- Vicky - Timmys elaka barnvakt, har rött hår och bär grön t-shirt.
- Tootie - Vickys lillasyster, Tootie är kär i Timmy som hon vill kyssa.
- Chester McFelslag (Chester McBadbat) - Kompis till Timmy, Chesters pappa är känd som den sämsta basebollspelaren någonsin och går med en papperspåse över huvudet.
- A.J. - Timmys andra kompis, är smart och bygger uppfinningar.
- Trixie Tang - Skolans mest populära tjej, som Timmy är kär i.
- Denzel Crocker (även kallad Crocker) - Timmys lärare, Crocker bär glasögon och vit skjorta med svart slips och har en puckelrygg. Han känner till att Timmy har goda fe-föräldrar som Crocker vill komma åt för att få makt. Crocker bor hos sin mamma trots att han är vuxen.
- Sparky - Timmys fe-hund.
- Chloe Carmichael - Timmys granne.
- Francis - Skolans värste mobbare som brukar terrorisera Timmy och hans klasskamrater.
- Britney Britney - Berömd sångerska, parodi på Britney Spears.
- Mark Chang - Grönfärgad utomjording från Yugopotamia, är kompis med Timmy och är kär i Vicky, Mark använder teknik som gör att han kan förvandlas till människa.
- Jorgen Von Strypgrepp (Jorgen Von Strangle) - Väktare över Fe-världen, han bär militärkläder, har vit flattopfrisyr och muskulös kropp, bär ett stort trollspö och pratar med österrikisk brytning.
- Chip Skylark - Berömd sångare och Vickys stora idol.
- Chet Ubetcha - är Dimmsdales reporter.

## Säsong
| Säsong            | Avsnitt | Första sändningsdatum | Sista sändningsdatum |
| ----------------- | ------- | --------------------- | -------------------- |
| Oh Yeah! Cartoons | 10      | 4 september 1998      | 23 mars 2001         |
| Säsong 1          | 7       | 30 mars 2001          | 24 december 2001     |
| Säsong 2          | 13      | 1 mars 2002           | 20 januari, 2003     |
| Säsong 3          | 20      | 8 november 2002       | 21 november 2003     |
| Säsong 4          | 19      | 13 november 2003      | 10 juni 2005         |
| Säsong 5          | 21      | 7 maj 2004            | 25 november 2006     |
| Säsong 6          | 20      | 18 februari 2008      | 12 augusti 2009      |
| Säsong 7          | 20      | 6 juli 2009           | 15 augusti 2011      |
| Säsong 8          | 6       | 12 februari 2011      | 29 december 2011     |
| Säsong 9          | 26      | 23 mars 2013          | 28 mars 2015         |
| Säsong 10         | 20      | 20 januari 2016       | 26 juli 2017         |

## TV-filmer
| År   | TV-film                                    |
| ---- | ------------------------------------------ |
| 2011 | A Fairly Odd Movie: Grow Up, Timmy Turner! |
| 2012 | A Fairly Odd Christmas                     |
| 2014 | A Fairly Odd Summer                        |

## Röster

### Svensk version
- Nina Gunnarsdotter - Timmy Turner, Prinsessan Mandö
- Johan Wilhelmsson - Cosmo
- Gunilla Orvelius - Wanda, Rektor Waxelplax
- Cecilia Lundh - Fru Turner
- Linus Lindman - Herr Turner, Rödhakan
- Claes Ljungmark - Mr. Crocker, Chet Ubetcha (Säsong 1-6)
- Bengt Carlsson - Mr. Crocker, Chet Ubetcha (Säsong 7-)
- Niclas Ekholm - Jorgen von Strypgrepp (senare Adam Fietz)
- Anton Nyman - Chester McFelslag (senare Oskar Nilsson)
- Robin Bivefors - AJ (senare Teodor Runsiö)
- Emma Iggström - Trixie Tang, Britney Britney (Disney Channel)
- Jenny Wåhlander - Trixie Tang, Britney Britney (Nickelodeon)
- Micaela Remondi - Vicky (Säsong 1-2)
- Mia Kihl - Vicky (Säsong 2-3 och 5-6)
- Johan Svensson - Chip Skylark

### Engelsk version
- Tara Strong - Timmy Turner, Poof, Blonda Fairywinkle #2, Tad, Prinsessa Mandö, Vickys mamma och Britney Britney
- Daran Norris - Cosmo
- Susanne Blakeslee - Wanda
- Grey DeLisle - Vicky
- Ibrahim Haneef Muhammad och Gary LeRoi Gray - A.J.
- Frankie Muniz och Jason Marsden - Chester McFelslag
- Daran Norris - Herr Turner, Jorgen Von Strypgrepp, Anti-Cosmo, Mr. Chris, the April Fool, George Washington och Pappy
- Susanne Blakeslee - Fru Turner, Anti-Wanda, och Blonda Fairywinkle #1
- Carlos Alazraqui - Denzel Crocker, Juandissimo Magnifico, Borgmästaren, Chompy och Sheldon Dinkleburg
- Matthew W. Taylor - Sparky
- Kari Wahlgren - Chloe Carmichael
- Grey DeLisle - Tootie, Veronica, Chad, rektor Waxelplax, A.J.s mamma, Tandfeen och Happy Peppy Betty
- Dee Bradley Baker - Elmer, Sanjay, Binky Abdul, the Bronze Kneecap, Thomas Jefferson, Remy Buxaplenty, Shallowgrave och Brad
- Faith Abrahams - Francis
- Dionne Quan - Trixie Tang
- Rob Paulsen - Mark Chang, King Gripploun, Bucky McFelslag, och Happy Peppy Gary
- Jay Leno - Rödhakan och Nega-hakan
- Tom Kenny - Amor
- Jim Ward - Mr. Bickles, Dr. Rip Studwell, Doug Dimmadome, Vickys pappa, och Chet Ubetcha
- Jane Carr - Mama Cosma
- Tony Sirico - Storpappan
- Kevin Michael Richardson - Dark Laser, Jultomten, och A.J.s pappa
- Ben Stein - Alverna
- Chris Kirkpatrick - Chip Skylark och Skip Sparkypants
- Adam West - Som sig själv och Catman
- Gilbert Gottfried - Dr. Bender och Wendell
- Norm Macdonald och Robert Cait - Anden Norm (andra framträdanden)
- Eric Bauza - Foop
- S. Scott Bullock - Flappy Bob
- Alec Baldwin - Äldre Timmy
- Butch Hartman - Dr. Karl Hingstlund (andra framträdanden)
- Dana Carvey - Schnozmo Cosma

### Fotnoter
1. ↑  ”The Fairly Odd Parents” (på engelska). Metacritic. http://www.metacritic.com/tv/the-fairly-odd-parents. Läst 12 februari 2017.